# Tommaso Assi
Tommaso Assi (Trani, 6 gennaio 1935 – 12 giugno 1983) è stato un mezzofondista e allenatore di atletica leggera italiano.

## Biografia
Sin da giovane iniziò a praticare lo sport ed in particolare l'atletica leggera. I primi passi li fece con la squadra della sua scuola nella specialità della corsa campestre. Dopo aver conseguito la maturità classica iniziò l'attività di insegnante di educazione fisica continuando l'attività agonistica prima con la squadra Assicurazioni Generali Palermo (1959) e poi con le Fiamme Oro Bari (1960). Dopo essersi trasferito in Veneto gareggiò per l'Atletica Schio e quindi per l'Atletica Riccardi di Milano.
Le sue specialità erano il mezzofondo prolungato (5000 m e 10000 m) fino alla maratona.
Vestì la maglia della nazionale dal 1959 al 1965 e fra le altre vittorie ottenne una vittoria al Giro podistico internazionale di Castelbuono nel 1959 e due primi posti (1960 e 1961) al trofeo Sant'Agata oltre al titolo di campione italiano di maratona da juniores. Disputò la sua ultima gara internazionale partecipando al Sei Nazioni di Berna.
Dopo esser diventato maestro dello sport divenne allenatore della squadra nazionale di scherma nei primi anni 1970, seguendola ai Campionati Mondiali di Vienna. Nel 1972 divenne preparatore atletico della squadra ciclistica Salvarani, che all'epoca aveva tra le sue file Felice Gimondi e Marino Basso.
Passò a fare il preparatore atletico alla Ignis Varese di basket per poi passare alla Fortitudo Bologna.
Mettendo in pratica le sue conoscenze passò alla federazione di hockey e pattinaggio oltre a continuare la sua attività di allenatore di atletica che lo portò a recuperare alle gare il mezzofondista Venanzio Ortis.
Dopo aver partecipato ad uno stage in Australia con marciatori e mezzofondisti italiani, tornando in Italia scoprì di essere ammalato e nel giro di pochi mesi morì il 12 giugno 1983 all'età di 48 anni.

## Altre competizioni internazionali
1959
- Oro al Giro podistico internazionale di Castelbuono

1960
- Oro al Trofeo Sant'Agata (Catania,

1961
- Oro al Trofeo Sant'Agata (Catania,